# The Ballad of Sexual Dependency
The Ballad of Sexual Dependency é uma instalação com projeção de diapositivos de 1985 e um livro de artista de 1986 com fotos tiradas entre 1979 e 1986 pela fotógrafa Nan Goldin. É um registo autobiográfico da cena artística e musical No wave de Nova Iorque, de parte da subcultura gay pós-Stonewall dos anos 1970 e início dos anos 1980, da subcultura de heroína do bairro Bowery e da vida pessoal, amorosa e familiar de Goldin.
O crítico Sean O'Hagan, em artigo do The Guardian, em 2014, disse que "continua a ser uma referência para todos os outros artistas com uma veia confessional semelhante". Lucy Davies, no The Telegraph, em 2014, afirmou que "viria a influenciar uma geração de fotógrafos, que seguiram o seu exemplo de contar a verdade. Bill Clinton, ele mesmo, considerou-a a inventora da heroína chique". 

## Detalhes
O título The Ballad of Sexual Dependency foi tirado de uma canção da Ópera dos Três Vinténs de Bertolt Brecht . 
A instalação foi originalmente concebida por Goldin como uma projeção de diapositivos com música de Velvet Underground, James Brown, Nina Simone, Charles Aznavour, Screamin 'Jay Hawkins e Petula Clark entre outros, para apresentar aos seus amigos. "Retratava os seus amigos, muitos deles integrantes da subcultura das drogas pesadas no Lower East Side de Nova Yorque, enquanto se divertiam, drogavam, brigavam e faziam sexo. Foi apresentada publicamente pela primeira vez na Bienal de Whitney, em Nova Iorque, em 1985, e foi publicada como livro de fotos no ano seguinte".
O livro de estética fotografia instantânea foi publicado pela primeira vez com a ajuda de Marvin Heiferman, Mark Holborn e Suzanne Fletcher em 1986.

## Apresentações individuais selecionadas
- 1985: The Ballad of Sexual Dependency, exibição. Whitney Museum of American Art . [4]
- 1987: The Ballad of Sexual Dependency, exibição. Rencontres d'Arles, Arles, França. [1]
- 2017: The Ballad of Sexual Dependency, exibição e exibição. Museu de Arte de Portland, Portland, Maine. [6]
- 2019: NAN GOLDIN - A Balada da Dependência Sexual, exibição e exibição. Tate Modern, Londres. [7]

## Publicações
- The Ballad of Sexual Dependency .
  - New York, NY: Aperture, 1986. ISBN 978-0-89381-236-2 .
  - New York, NY: Aperture, 2012. Capa dura ISBN 978-1-59711-208-6 . Brochado ISBN 978-1-59711-210-9 .

## Coleções
A Balada da Dependência Sexual é apresentada nas seguintes coleções permanentes:
- Tate, Reino Unido [8]